# Нововасильєвка (Хабарський район)
Нововаси́льєвка (рос. Нововасильевка) — селище у складі Хабарського району Алтайського краю, Росія. Входить до складу Свердловської сільської ради.

## Населення
Населення — 51 особа (2010; 64 у 2002).
Національний склад (станом на 2002 рік):
- росіяни — 95 %